# Philogenia
Philogenia är ett släkte av trollsländor. Philogenia ingår i familjen Megapodagrionidae.

## Dottertaxa tillPhilogenia, i alfabetisk ordning[1]
- Philogenia augusti
- Philogenia berenice
- Philogenia boliviana
- Philogenia buenavista
- Philogenia carrillica
- Philogenia cassandra
- Philogenia championi
- Philogenia compressa
- Philogenia cristalina
- Philogenia ebona
- Philogenia elisabeta
- Philogenia expansa
- Philogenia ferox
- Philogenia helena
- Philogenia iquita
- Philogenia lankesteri
- Philogenia leonora
- Philogenia macuma
- Philogenia mangosisa
- Philogenia margarita
- Philogenia minteri
- Philogenia monotis
- Philogenia peacocki
- Philogenia peruviana
- Philogenia polyxena
- Philogenia raphaella
- Philogenia redunca
- Philogenia schmidti
- Philogenia silvarum
- Philogenia strigilis
- Philogenia sucra
- Philogenia terraba
- Philogenia tinalandia
- Philogenia umbrosa
- Philogenia zeteki